# Paikuse kommun
Paikuse kommun är en kommun i sydvästra Estland. Den ligger i landskapet Pärnumaa, omkring 120 km söder om huvudstaden Tallinn.
Följande samhällen finns i Paikuse vald:
- Paikuse
- Seljametsa
- Tammuru

Trakten ingår i den hemiboreala klimatzonen. Årsmedeltemperaturen i trakten är 3 °C. Den varmaste månaden är juli, då medeltemperaturen är 17 °C, och den kallaste är februari, med −10 °C.